# جوني لي ويلز
جوني لي ويلز (بالإنجليزية: Johnnie Lee Wills)‏ هو كاتب أغاني أمريكي، ولد في 1912، وتوفي في 1984.